# KNBダイナミックナイター
KNBダイナミックナイター（ケイエヌビーダイナミックナイター）は、北日本放送ラジオ（KNBラジオ）で毎年4月 - 9月のナイター期間中に水曜 - 金曜の18:00から放送されているプロ野球のナイター中継である。

## 概要
中継のオープニングでのタイトルコールは、『FM90.2 KNBダイナミックナイター!』となっている。
ナイター中継中に、その日のナイター関連のクイズを出題し、正解者の中からプレゼントが贈られる。応募については2020年まではKNB公式サイトの専用フォームで受け付けていたが、2021年以降はKNB公式アプリ『KNBアプリ』での応募に変更された。プレゼントの当選者は翌日（金曜放送分の場合は翌週月曜日）の『でるラジ』内で発表される。
主に巨人戦を放送しているが、稀にそれ以外の放送局の中継を放送する事がある。
2022年シーズンまでは、最大延長は22:00までだったが、2023年シーズンから中継終了後につなぎ番組として放送していた「KNBナイターミュージック」のレギュラー放送を終了しオフシーズン期同様に定時番組を組むため、延長はなくなり定時で終了するようになった（試合途中でも佐藤栄治アナの「これでナイター中継を終わります。」という挨拶が入る）が、後述のように富山開催のゲームをネット受けする場合は延長ありかつ、終了後に『—ダイナミックナイター』を編成する。
放送ネット内容は、水 - 金曜日：NRNナイター（キー局：ニッポン放送）である。
2012年までは土曜の放送もあり、1981年シーズンまでと2010～2012年シーズンに文化放送幹事のNRNナイターを放送していた。1982年シーズンから2009年シーズンまでは日曜の放送も有り、この間の土・日はJRNナイターであった。2010年よりTBSラジオが土・日の全国中継を取りやめたため、日本シリーズを除いて日曜の放送枠を廃し、土曜を文化放送-NRNネット受けに戻したが、2013年から土曜日も定時番組を編成するため、週末のナイター編成は廃止となった。土曜の放送の関西の系列局は1976年までMBS、1977～1981年がOBC、1982年のJRNナイター参加以降がABCとなっていた。土日JRN廃止と同時にABCもNRNネットへ移行した。
2017年まで火曜日はJRNナイター（キー局：TBSラジオ）を同時ネットしていたが、TBSが2017年限りでプロ野球中継関連の業務から撤退したため、2018年から火曜日の中継を廃止。廃止後から2023年度までは『アフター6ジャンクション』の同時ネットを実施。なお『アフター6ジャンクション』は2023年10月から『アフター6ジャンクション2』に改題され月 - 木曜の22:00 - 23:30（後に23:55までに拡大）に放送されているが、KNBでは同年4月から『レコメン!』（文化放送制作）のネットに充てていることから、2025年3月までネットされていなかった。その代わりにKNBでは『アフター6ジャンクション』の放送時間帯を引き継いで放送されている『荻上チキ・Session』を2023年10月から同時ネット。2025年4月改編でTBSラジオのネット番組の放送時間帯は維持されたものの、『Session』の年度上半期の放送は月・火曜 18:00 - 20:00に短縮され、月・火曜 20:00 - 21:00には『アフター6ジャンクション2』が編成されることになった。
2019年度から放送時間が18時からとなったが、時報とともに中継を開始しており、中継のオープニングは1回表終了後に流される。この形は2023年時点で放送エリア内にプロ野球球団の本拠地がない地域では唯一のことである。
富山県でのプロ野球公式戦開催時、オリックス・ブルーウェーブ（現：オリックス・バファローズ）にイチローが在籍していた頃には、自社が勧進元だったこともあり同球団の主催試合をKNBの自社制作または在阪局（要員の都合によっては在京局）の制作で優先的に放送したことがあったが、その後は勧進元が自社か競合局（富山テレビ＝主に中日主催・チューリップテレビ＝主に横浜・広島・ロッテ主催）か他社（読売新聞社・日本テレビ・報知新聞社＝巨人。自社も後援）を問わず特に優先して放送する措置は取られず、全国ネット本番カードに該当し、かつネットワーク担当曜日と一致した時に限って放送していた。
2024年5月14日（火曜日）は、久々に富山県で開催の巨人対DeNA戦（ニッポン放送制作NRNナイター）を特別にネット受けし（18:00 - 21:00）、中継終了後に天気予報と時報を挟んで『KNBナイターミュージック』を編成（21:00 - 21:30）したことに伴い同日の『Session』は臨時にネットを返上、『レディオ・グラフィティ』（再放送）は休止となった。この中継では特別に読売新聞がスポンサーについた。同様に2025年5月27日（火曜日）の巨人対広島戦も『Session』、『アフター6ジャンクション2』のネット返上および『レディオグラフティ』（再放送）を休止した上で18:00 - 21:30に特別にネット受けした（NRNナイター本番カードだが、事実上ニッポン放送・中国放送との3局ネット）。

### 制作担当局（2017年時点）
| 地域（球団）／曜日         | 火        | 水  | 木  | 金  |     |
| 基本系列                   | JRN       | NRN | NRN | NRN | NRN |
| 北海道（日）               | HBC       | STV | STV | STV |     |
| 宮城（楽）                 | TBC       | TBC | TBC | TBC |     |
| 関東（巨・ヤ・横・西・ロ） | TBS（RF） | LF  | LF  | LF  |     |
| 東海（中）                 | CBC       | SF  | SF  | SF  |     |
| 近畿（神・オ）             | ABC       | MBS | MBS | ABC |     |
| 広島（広）                 | RCC       | RCC | RCC | RCC |     |
| 福岡（ソ）                 | RKB       | KBC | KBC | KBC |     |
| -------------------------- | --------- | --- | --- | --- | --- |

1. ↑  JRN（TBSラジオ）ネットの時はヤクルト主催ゲームの中継はできない（日本シリーズおよび本拠地球場開催のオールスターゲームを除く）。ただし、1994年 - 2001年は、巨人と横浜の対戦時の裏カードに限ってビジター球団の地元局に根としないことを条件として中継が認められていた。